# روبورو، توریج
روبورو (به انگلیسی: Roborough) یک روستا و محله مدنی در بریتانیا است که در Torridge واقع شده‌است.